# Photomultiplier

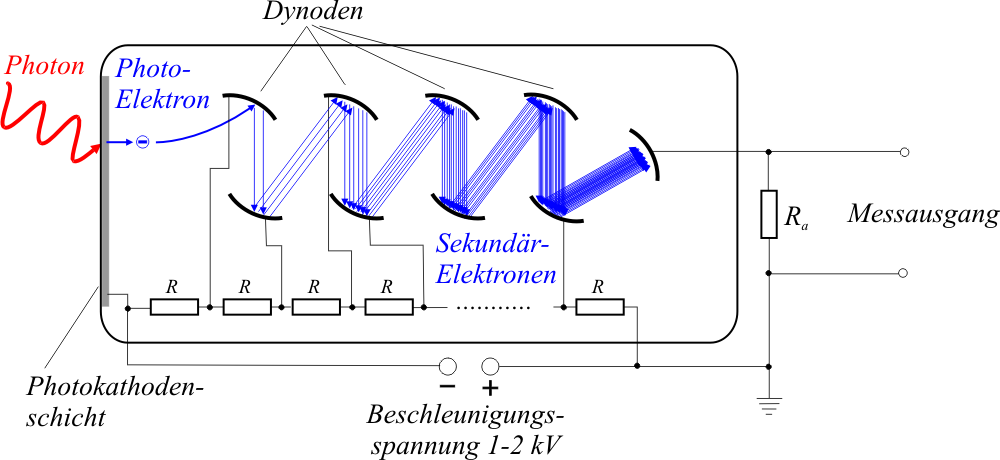
Schematische Skizze eines Photomultipliers

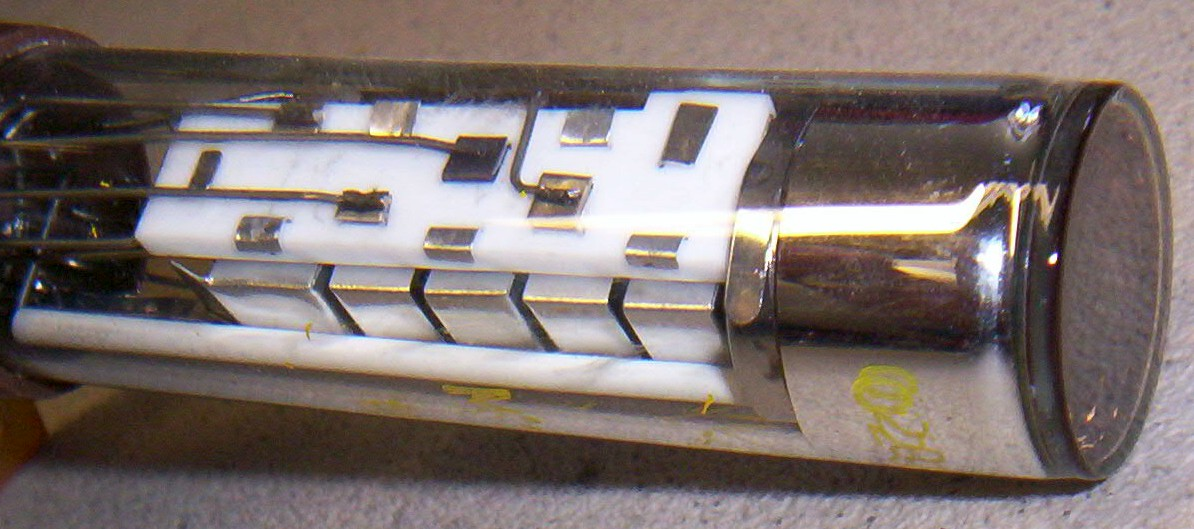
Photomultiplier, Länge ca. 8 cm; rechts das Eintrittsfenster mit Photokathode, in der Mitte die an Isolierkörpern befestigten Dynoden

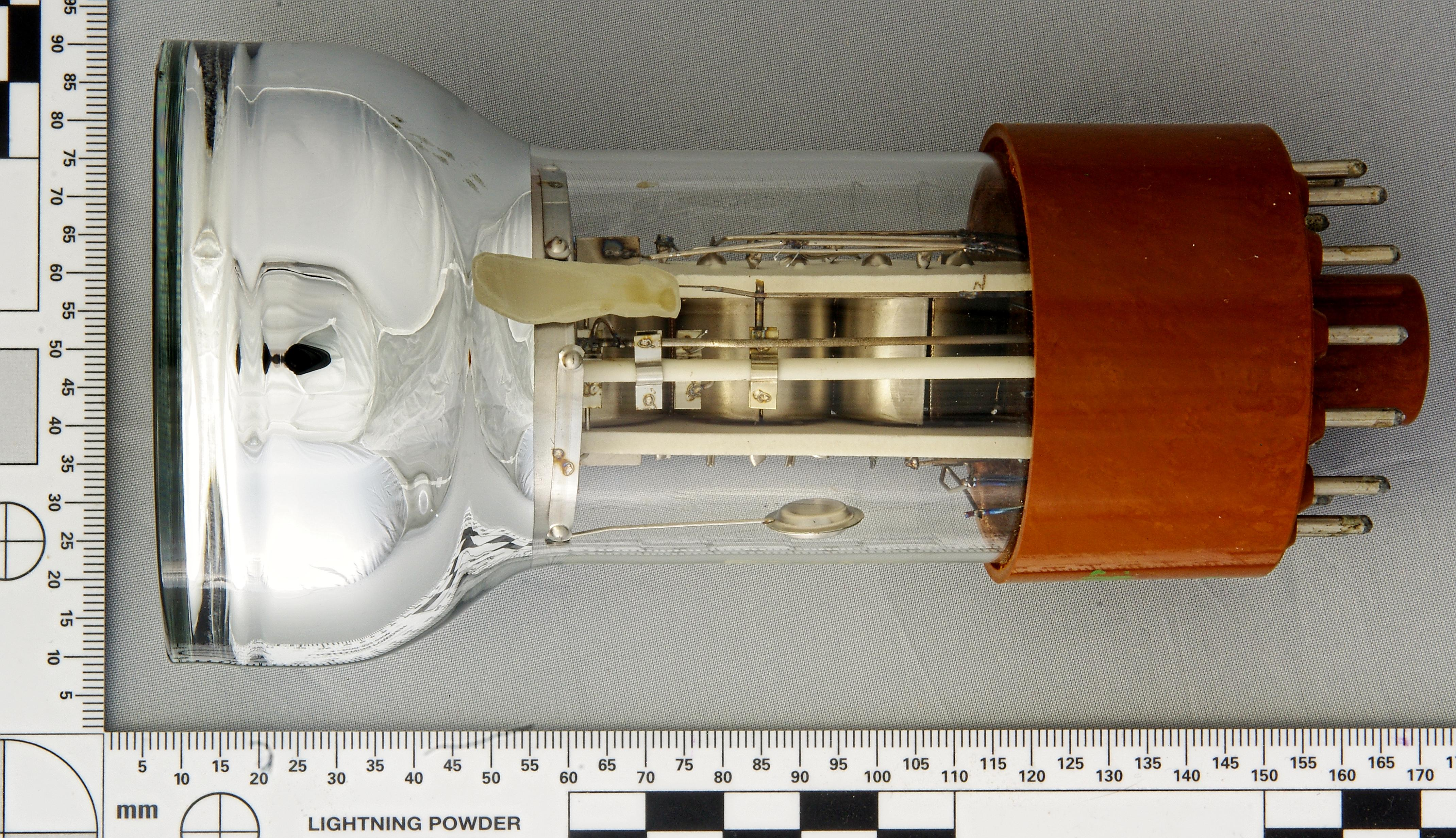
Photomultiplier, Länge ca. 17 cm; links das Eintrittsfenster mit Photokathode, in der Mitte die an Isolierkörpern befestigten Dynoden

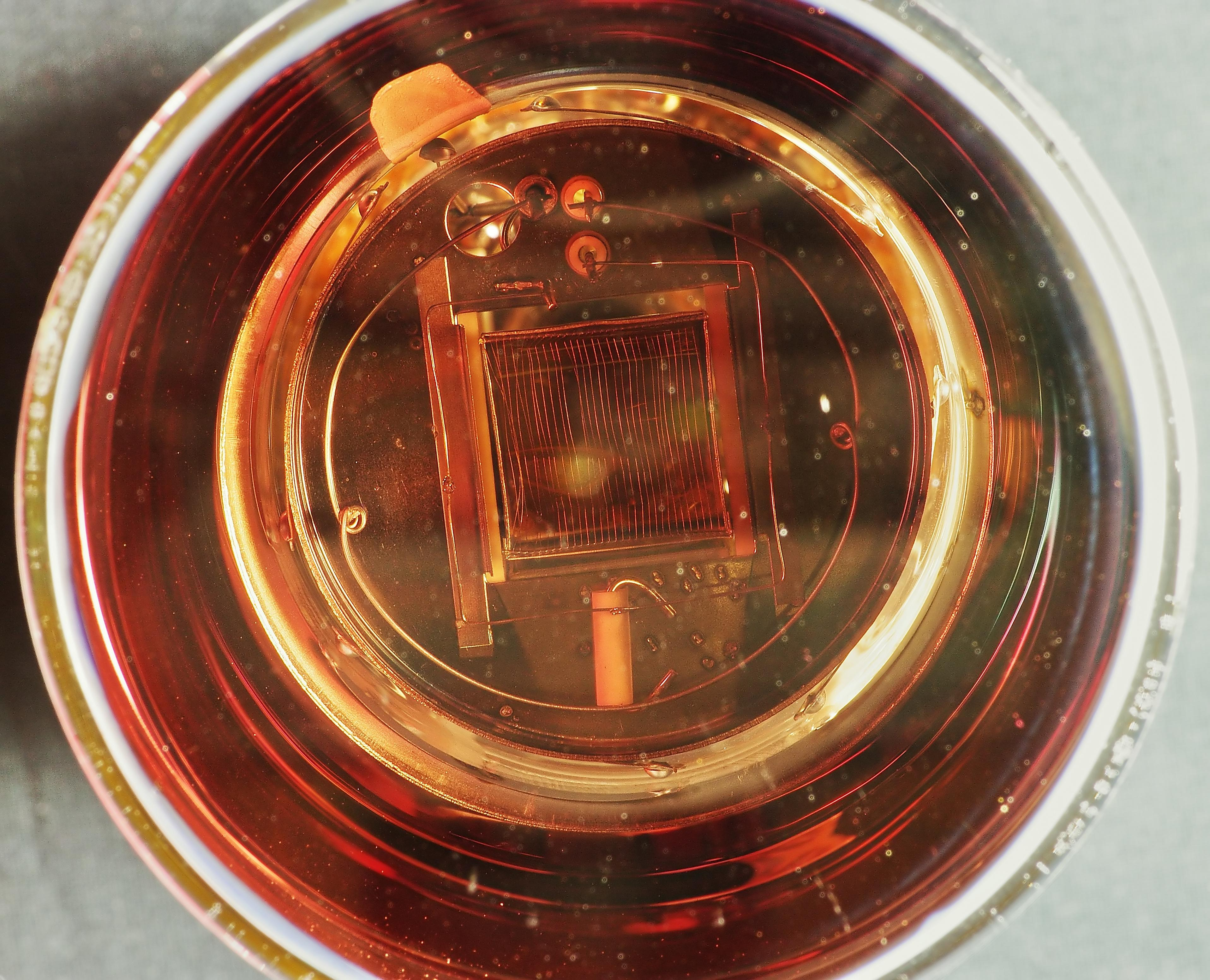
Blick durch das Eintrittsfenster (mit Photokathode) auf die erste Dynodenstufe

Ein Photomultiplier oder auch Photoelektronenvervielfacher (kurz Photovervielfacher, engl. photomultiplier tube, PMT) ist eine spezielle Elektronenröhre mit dem Zweck, schwache Lichtsignale (bis hin zu einzelnen Photonen) durch Erzeugung und Verstärkung eines elektrischen Signals zu detektieren. Ein Photomultiplier besteht typischerweise aus einer Photokathode und einem nachgeschalteten Sekundärelektronenvervielfacher in einem evakuierten Glaskolben (10−6…10−5 Pa).

## Funktionsweise
Die Photonen treffen auf die Photokathode und lösen durch den äußeren photoelektrischen Effekt Elektronen aus deren Oberfläche, wie bei einer Photozelle. Die freigesetzten Photoelektronen werden in einem elektrischen Feld beschleunigt und treffen auf weitere Elektroden (sogenannte Dynoden), aus deren Oberfläche jedes auftreffende Elektron mehrere Sekundärelektronen herausschlägt (δ = 3…10; δ ist das Sekundäremissionsverhältnis, engl. secondary emission ratio). Somit nimmt die Anzahl der Elektronen von Dynode zu Dynode exponentiell zu. Damit das funktioniert, müssen die Dynoden auf zunehmend (im Schema von links nach rechts) positivem Potential liegen. Meist wird das realisiert, indem die ursprüngliche Hochspannung über eine Spannungsteilerkette aufgeteilt wird. Zum Schluss treffen die Elektronen auf eine Anode und fließen zur Masse ab. Dabei erzeugen sie einen Spannungsabfall über einem Widerstand (in der Zeichnung Ra). Diese Spannung ist das Ausgangssignal.
Der Verstärkungsfaktor wächst exponentiell mit der Anzahl der Dynoden. Typische Multiplier haben ca. n = 10 Dynoden. Werden an jeder Dynode 4 Elektronen pro auftreffendes Elektron herausgeschlagen, so erhält man eine Verstärkung der Elektronenzahl (also des Stroms) um einen Faktor δn = 410 ≈ 106. Die Anzahl der erzeugten Sekundärelektronen ist proportional zur Anzahl der eingestrahlten Photonen, solange eine Sättigungsschwelle nicht überschritten wird, die bei etwa 10 % des sogenannten Querstromes (der durch die Spannungsteilerkette fließende Strom) liegt. Damit ist auch die Höhe der ausgegebenen Spannung in diesem linearen Arbeitsbereich proportional zur eingestrahlten Photonenzahl, also zur Intensität des Lichts (analoger Betriebsmodus).
Wegen ihrer hohen Empfindlichkeit müssen die meisten Photomultiplier bei Betrieb vor Beleuchtung mit Tageslicht geschützt werden, weil der Einfall von zu vielen Photonen einen zu hohen Strom erzeugt und die Fähigkeit der Beschichtung der Dynoden (z. B. Alkali-Antimonide, BeO, MgO und besonders empfindliche Halbleiterschichten wie GaP oder GaAsP) zur Sekundäremission irreversibel schwächen kann („Erblinden“) und sogar ein Durchbrennen des Photomultipliers möglich ist.

## Einzelphotonennachweis
Bei sehr geringen Lichtintensitäten im so genannten Einzelphoton-Modus (engl. auch „photon counting mode“) können mit Photomultipliern einzelne Photonen nachgewiesen werden mit einer Zeitauflösung von weniger als 200 ps. Der Dynamikbereich reicht dabei von maximalen Zählraten von einigen Mio. Photonen pro Sekunde bis zum unteren Limit von weniger als 10 Photonen pro Sekunde, welches nur durch einen (größtenteils thermisch verursachten) Dunkelstrom überlagert ist. Bei Raumtemperatur liegt die typische Dunkelzählrate je nach Photokathodenmaterial bei ca. 10–5000 1/s (cps).

### Pulsverhalten
Bedingt durch den Aufbau eines Photomultipliers ergeben sich im Einzelphotonenzählbetrieb besondere charakteristische Impulsantworten auf kurze Lichtpulse, welche die eigentlichen Messsignale verfälscht wiedergeben und zu Fehlinterpretationen führen können: es spielen Photonen oder Elektronen eine Rolle, die nicht der Photokathode zuzuordnen sind. Sie erzeugen zusätzliche Ausgangspulse. Diese werden als falsche Photonenereignisse registriert, welche zeitlich mit dem eigentlichen Lichtpuls korreliert sind und zu so genannten Vor-, Spät- und Nachpulsen (Afterpulsing) führen.
VorpulsePhotonen, die an der Photokathode nicht absorbiert werden, können mit geringer Wahrscheinlichkeit an den ersten Dynoden Photoelektronen erzeugen, was zu schwachen Vorpulsen führt, da diese Photonen zeitlich früher an den Dynoden eintreffen als an der Photokathode erzeugte Elektronen.
SpätpulseSekundärelektronen, die elastisch oder inelastisch von der ersten Dynode zurückgestreut und erneut zu dieser Dynode hin beschleunigt werden, erzeugen in Abhängigkeit von der vorhandenen Beschleunigungsspannung um einige Nanosekunden verzögerte Ausgangspulse. Diese überlagern sich in der Impulsantwort typischerweise mit dem eigentlichen Puls und führen zu einer leichten Schulter in der abfallenden Flanke. (Vorwärtsgestreute Elektronen sind auch möglich, welche sich als Verbreiterung in der ansteigenden Flanke bemerkbar machen, da diese die entsprechenden Sekundärelektronen der streuenden Dynode überholen.)
NachpulseDas sogenannte Afterpulsing erstreckt sich zeitlich von mehreren Nanosekunden bis hin zu mehreren Mikrosekunden und ist auf mehrere Effekte zurückzuführen sowie stark von der Größe und Geometrie des Photomultipliers abhängig. Zu den Ursachen zählen einerseits Restgasatome in der PMT, die durch die Sekundärelektronen ionisiert und dadurch zur Photokathode hin beschleunigt werden. Dort erzeugen sie dann wiederum neue Sekundärelektronen, welche zu deutlich verzögerten Ausgangspulsen führen, da sich die Ionen auf Grund ihrer Größe viel langsamer beschleunigen lassen. Weitere Ursachen sind die mögliche Phosphoreszenz der Photokathode oder des Glasfensters, sowie durch starken Elektronenbeschuss verursachte Lumineszenz der letzten Dynodenstufen oder der Anode (siehe auch: Kathodolumineszenz).

## Anwendung

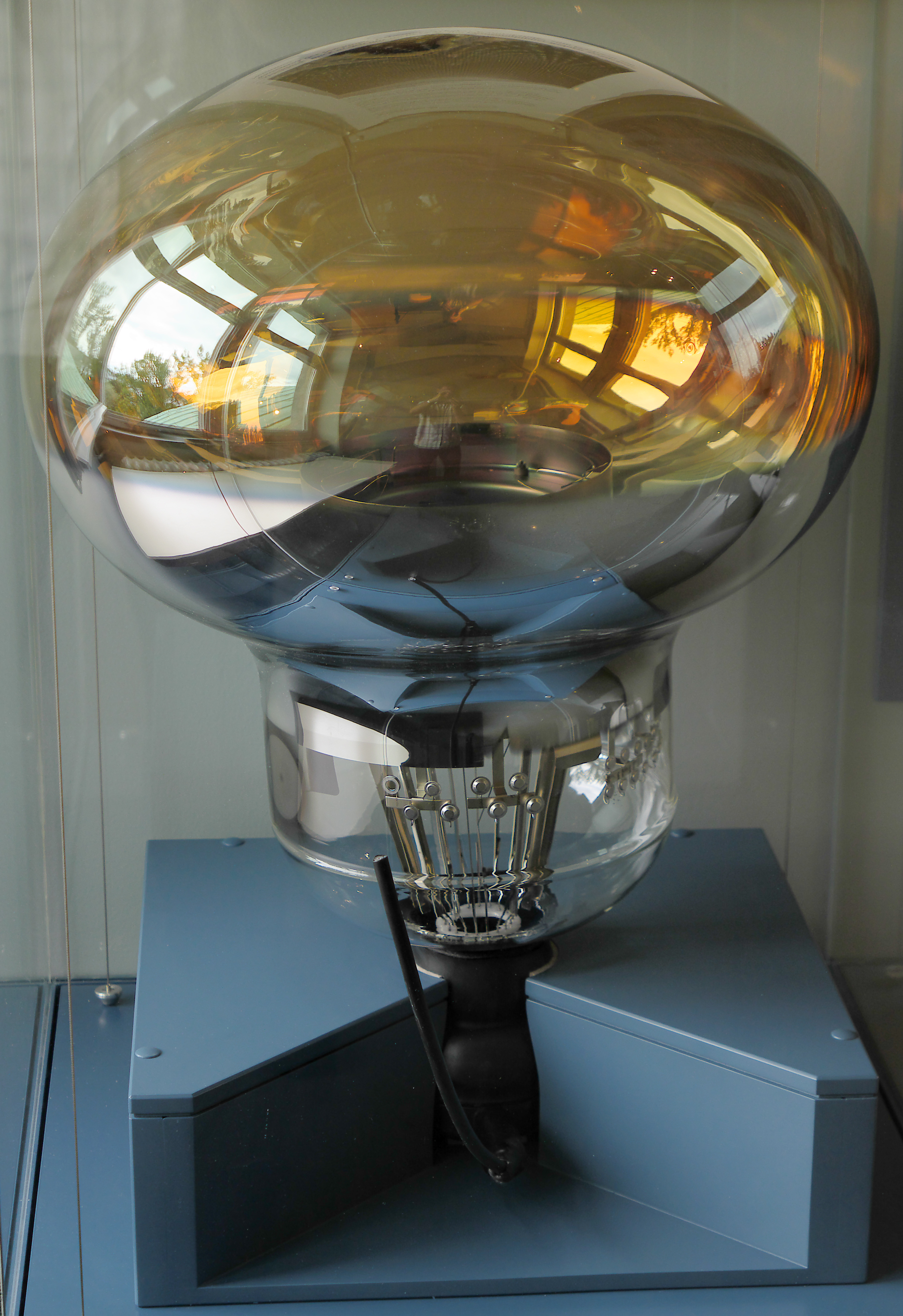
Großer Photomultiplier mit ca. 50 cm Durchmesser

In Verbindung mit Szintillatoren finden sie Anwendungen als Detektoren für Elementarteilchen. Häufig werden sie in Großdetektoren (Antarctic Muon And Neutrino Detector Array (AMANDA), IceCube-Experiment, Double-Chooz-Experiment, Super-Kamiokande) zum Nachweis von Neutrinos in großer Anzahl eingesetzt. Die Photomultiplier registrieren dabei die Photonen, die von Sekundärteilchen erzeugt werden, welche durch die äußerst seltene Wechselwirkung von Neutrinos mit Materie entstehen. Photomultiplier werden auch in Tscherenkow-Teleskopen verwendet, um die schwachen Lichtblitze nachzuweisen, welche durch hochenergetische kosmische Strahlung in der Hochatmosphäre entstehen.
In Szintillationszählern werden sie auch für den Nachweis von Gammastrahlung eingesetzt (z. B. Gamma-Spektrometer oder Gammakamera) und in der Medizintechnik auch in PET-Systemen zum Nachweis der Annihilationsstrahlung, welche bei der Wechselwirkung von Positronen mit Elektronen entsteht (Paarvernichtung).
Des Weiteren werden in der optischen Spektrometrie und Lichtmikroskopie Photomultiplier häufig als Empfänger verwendet, um Licht im Wellenlängenbereich von 100 nm (UV) bis ca. 1000 nm (IR) zu detektieren (mit speziellen Photokathoden bis zu 1700 nm). In der Lichtmikroskopie kommen Photomultiplier als Detektoren in Laser-Scanning-Mikroskopen, beispielsweise in konfokalen Laserscanningmikroskopen und in Multiphotonenmikroskopen, zum Einsatz. In zeitaufgelösten Fluoreszenzspektrometern und -mikroskopen werden sie zur Bestimmung der Fluoreszenzlebensdauer im digitalen Betriebsmodus eingesetzt, wobei häufig das Verfahren der zeitkorrelierten Einzelphotonenzählung Verwendung findet.
Im Rasterelektronenmikroskop sind Photomultiplier Bestandteil des Everhart-Thornley-Detektors. Die vom Elektronenstrahl an der Probe erzeugten Sekundär- bzw. Rückstreuelektronen (engl. SE – secondary electrons bzw. BSE – back scattered electrons) werden im Szintillator in Photonen umgewandelt, welche über einen Lichtleiter dem Photomultiplier zugeführt und in elektrische Signale umgewandelt werden.
In Trommelscannern wurden auch Photomultiplier verwendet. Diese werden nicht mehr hergestellt, da heutige leistungsstarke Flachbett- und Filmscanner günstiger sind und eine relativ gute Qualität erreichen. Wenn jedoch eine sehr hohe Auflösung oder Dichteerfassung erforderlich ist, sind Trommelscanner für hochqualitative Scans mit großer Detailwiedergabe nach wie vor unübertroffen.

## Andere Bauformen

Schematische Darstellung der Funktionsweise einer Mikrokanalplatte

Eine besondere Form der Photomultiplier sind sogenannte Mikrokanalplatten-Photomultiplier (engl. micro channel plate photomultiplier, MCP-PMT oder kurz MCP). In der Mikrokanalplatte werden Sekundärelektronen aus der Innenwand mikroskopisch dünner Kanäle herausgelöst, entlang derer ein beschleunigendes elektrisches Feld herrscht. Sie stellen somit eine homogene Kombination aus Dynoden und Spannungsteilerkette dar, womit eine Zeitauflösung von weniger als 30 ps erreicht wird.
Sie werden u. a. in Bildverstärkern und bevorzugt in zeitaufgelösten Fluoreszenzspektrometern für hohe zeitliche Auflösung verwendet (sind aber um ein Vielfaches teurer als herkömmliche Photomultiplier).
Eine speziell beschichtete Eingangsseite der Mikrokanalplatte kann mit einigen Einschränkungen die Photokathode ersetzen, und es werden auch Sekundärelektronenvervielfacher mit nur einem größeren Kanal hergestellt, sogenannte Kanalelektronenvervielfacher (englisch channel electron multiplier).
Eine weitere alternative Bauform stellen sogenannte Hybrid-Photomultiplier (HPMT oder H(A)PD für engl. hybrid (avalanche) photodiode) dar. Bei ihnen werden die klassischen Dynoden durch eine Avalanche-Photodiode ersetzt, welche die Aufgabe des Sekundärelektronenvervielfachers übernimmt. Ähnlich wie beim MCP-PMT werden die großen Laufzeitunterschiede der Elektronen über die verschiedenen Dynodenstufen vermieden und eine Zeitauflösung von ca. 100 ps erreicht.

## Alternativen

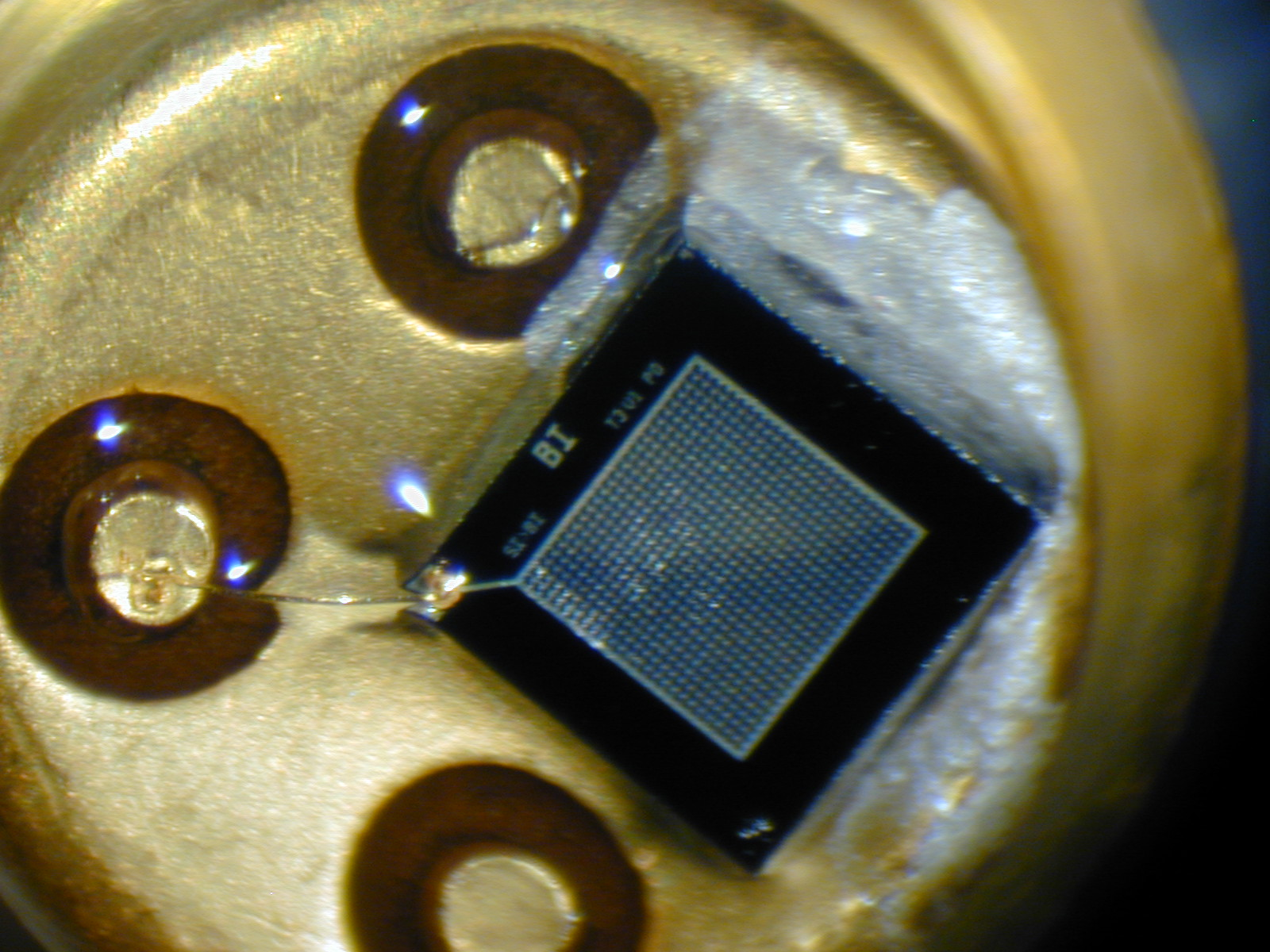
Ein Silizium-Photomultiplier (SiPM) in Nahaufnahme, bestehend aus einem Array von APDs

Das Halbleiteräquivalent zum Photomultiplier sind Avalanche-Photodioden (APD) und daraus abgeleitet die Silicon photomultiplier (SiPM), welche den bei hohen Feldstärken auftretenden Lawineneffekt (Avalanche-Effekt) in Halbleiterkristallen zur Ladungsträgervermehrung ausnutzen. Einzelne APDs erzeugen eine strahlungsleistungsproportionale Ausgangsspannung, erreichen aber im Gegensatz zum Photomultiplier nur eine Verstärkung von <103, SiPM erzielen ähnliche hohe Verstärkungen wie Photomultiplier im Bereich von 106. Avalanche-Photodioden werden bevorzugt zur Detektion von geringen Lichtintensitäten mittlerer oder hoher Frequenz eingesetzt, wie z. B. in Laserentfernungsmessern.
Zum Einzelphotonennachweis können spezielle Avalanche-Photodioden, so genannte Single-Photon Avalanche Dioden (SPAD), verwendet werden, wo einzelne Photonen kurzzeitig bis zu einige Mio. Ladungsträger erzeugen und somit leicht als elektrische Impulse registriert werden können.